# Astana Qazaqstan/2023
Deze pagina geeft een overzicht van de UCI World Tour wielerploeg Astana Qazaqstan in 2023.

## Algemeen
Algemeen manager: Aleksandr Vinokoerov
Teammanager: Aleksandr Sjefer
Ploegleiders: Bruno Cenghialta, Claudio Cucinotta, Dmitri Fofonov, Sergej Jakovlev, Orlando Maini, Mario Manzoni, Giuseppe Martinelli, Giacomo Notari, Stefano Zanini
Fietsen: Wilier Triestina

## Renners[1]
| Naam                   | Geboortedatum | Nationaliteit       | Ploeg 2022                        |
| ---------------------- | ------------- | ------------------- | --------------------------------- |
| Leonardo Basso         | 25-12-1993    | Italië              |                                   |
| Samuele Battistella    | 14-11-1998    | Italië              |                                   |
| Manuele Boaro          | 12-03-1987    | Italië              |                                   |
| Cees Bol               | 25-07-1995    | Nederland           | Team DSM                          |
| Chleb Broesenski       | 18-04-2000    | Kazachstan          |                                   |
| Mark Cavendish         | 21-05-1985    | Verenigd Koninkrijk | Quick Step-Alpha Vinyl            |
| Igor Chzhan            | 02-10-1999    | Kazachstan          | Almaty Cycling Team               |
| David de la Cruz       | 06-05-1989    | Spanje              |                                   |
| Joe Dombrowski         | 12-05-1991    | Verenigde Staten    |                                   |
| Jevgeni Fjodorov       | 16-02-2000    | Kazachstan          |                                   |
| Fabio Felline          | 29-03-1990    | Italië              |                                   |
| Gianmarco Garofoli     | 06-10-2002    | Italië              | Astana Qazaqstan Development Team |
| Michele Gazzoli*       | 04-03-1999    | Italië              |                                   |
| Jevgenıı Gıdıch        | 19-05-1996    | Kazachstan          |                                   |
| Dmitri Groezdev        | 13-03-1986    | Kazachstan          |                                   |
| Martin Laas            | 15-09-1993    | Estland             | BORA-hansgrohe                    |
| Aleksej Loetsenko      | 07-09-1992    | Kazachstan          |                                   |
| Davide Martinelli      | 31-05-1993    | Italië              |                                   |
| Gianni Moscon          | 20-04-1994    | Italië              |                                   |
| Ywrïy Natarov          | 28-12-1996    | Kazachstan          |                                   |
| Antonio Nibali         | 23-09-1992    | Italië              |                                   |
| Nurbergen Nurlykhassym | 25-03-2000    | Kazachstan          |                                   |
| Vadïm Pronskïy         | 04-06-1998    | Kazachstan          |                                   |
| Aljaksandr Raboesjenka | 12-10-1995    | Wit-Rusland         |                                   |
| Javier Romo            | 06-01-1999    | Spanje              |                                   |
| Luis León Sánchez      | 24-11-1983    | Spanje              | Bahrain-Victorious                |
| Christian Scaroni      | 16-10-1997    | Italië              |                                   |
| Gleb Syritsa           | 14-04-2000    | Rusland             | -                                 |
| Harold Tejada          | 27-04-1997    | Colombia            |                                   |
| Simone Velasco         | 02-12-1995    | Italië              |                                   |
| Andrej Zejts           | 14-12-1986    | Kazachstan          |                                   |

*vanaf 12/08

### Vertrokken
| Naam               | Geboortedatum | Nationaliteit | Ploeg 2023                        |
| ------------------ | ------------- | ------------- | --------------------------------- |
| Valerio Conti      | 30-03-1993    | Italië        | Team Corratec                     |
| Stefan de Bod      | 17-11-1996    | Zuid-Afrika   | EF Education-EasyPost             |
| Michele Gazzoli    | 04-03-1999    | Italië        | Geschorst                         |
| Sebastián Henao    | 05-08-1993    | Colombia      | ?                                 |
| Miguel Ángel López | 04-02-1994    | Colombia      | Team Medellin-EPM                 |
| Vincenzo Nibali    | 14-11-1984    | Italië        | Gestopt                           |
| Artjom Zacharov    | 27-10-1991    | Kazachstan    | Astana Qazaqstan Development Team |

## Overwinningen
| Aziatisch kampioen tijdrijdenJevgenıı Fedorov Aziatisch kampioen wegritChleb Broesenski Nationale kampioenschappen wielrennen Italië - wegrit: Simone Velasco Kazachstan - tijdrit: Alexey Lutsenko Kazachtan - wegrit: Alexey Lutsenko Ronde van Valencia 3e etappe Simone Velasco Ronde van Sicilië 4e etappe: Alexey Lutsenko Eindklassement: Alexey Lutsenko Ronde van Sakarya 3e etappe: Martin Laas* Eindklassement: Martin Laas* | Ronde van Italië 21e etappe Mark Cavendish Circuito de Getxo Aleksej Loetsenko Arctic Race of Norway 2e etappe: Michele Gazzoli Ronde van Burgos Javier Romo Ronde van Bulgarije 1e etappe (deel B): Michele Gazzoli* 5e etappe: Michele Gazzoli* Memorial Marco Pantani Aleksej Loetsenko Ronde van Langkawi 2e etappe: Gleb Syritsa 8e etappe: Gleb Syritsa | Ronde van Kyushu 2e etappe: Andrej Zejts Eindklassement: Andrej Zejts Ronde van Turkije 3e etappe: Aleksej Loetsenko Eindklassement: Aleksej Loetsenko |

* Als lid van de opleidingsploeg
2005 · 2006 · 2007 · 2008 · 2009 · 2010 · 2011 · 2012 · 2013 · 2014 · 2015 · 2016 · 2017 · 2018 · 2019 · 2020 · 2021 · 2022 · 2023 · 2024 · 2025
AG2R-Citroën · Alpecin-Deceuninck · Astana Qazaqstan · Bahrain Victorious · BORA-hansgrohe · Cofidis · EF Education-EasyPost · Groupama-FDJ · INEOS Grenadiers · Intermarché-Circus-Wanty  · Jumbo-Visma · Movistar Team · Soudal-Quick Step · Team Arkéa Samsic · Team DSM · Team Jayco AlUla · Trek-Segafredo · UAE Team Emirates